# БТР-80УП
БТР-80УП — польско-украинская модернизация советского бронетранспортёра БТР-80, разработанная для вооружённых сил Ирака.

## История
В начале 2005 года польская компания "Bumar S.A." заключила контракт на поставку 115 модернизированных бронетранспортёров БТР-80 для вооружённых сил Ирака.
В дальнейшем, после согласования объемов финансирования и выделения денежных средств, было принято решение модернизировать 98 БТР-80 за 30 млн. долларов США, и "Bumar S.A." заключила контракт с украинской компанией "Спецтехноэкспорт" на осуществление модернизации 98 бронетранспортёров БТР-80.
Работы по модернизации бронетранспортёров начались в начале 2006 года, их осуществлял Николаевский ремонтно-механический завод министерства обороны Украины.
Первые 32 бронетранспортёра были закуплены на Украине, остальные 66 были приобретены из наличия министерства внутренних дел Венгрии в ноябре 2006 года.
В ноябре 2014 года в результате расследования военной прокуратурой Украины было установлено, что при выполнении контракта по изготовлению БТР-80УП незаконно использовались детали и запасные части, снятые с находившихся на хранении бронетранспортёров БТР-80 вооружённых сил Украины, что причинило министерству обороны Украины убытки в размере 130 тыс. гривен.

## Описание
Комплект основного вооружения (стандартная башня БПУ-1 с 14,5-мм пулемётом КПВТ, 7,62-мм спаренным пулемётом ПКТ, шестью 81-мм дымовыми гранатомётными установками) и системы связи сохранены в неизменённом виде.
В ходе модернизации на бронетранспортёрах была снята водомётная установка (освободившееся пространство используется для перевозки дополнительных аккумуляторов и оборудования), по бортам и впереди корпуса был установлен комплект дополнительной баллистической броневой защиты «Акустик» (разработанный киевской компанией БЦКТ «Микротек»).
Также на БТР-80УП установлены новые двигатели, шины, электрические и пневматические системы.
Первоначально в качестве силовой установки для БТР-80УП были предложены два варианта (два спаренных двигателя мощностью 110 л.с. или два спаренных двигателя Iveco Tector мощностью 150 л.с.), однако в дальнейшем стандартный для БТР-80 дизельный двигатель "КамАЗ-7403" был заменён на два двигателя Iveco Tector мощностью 150 л.с.
В некоторых машинах (командных и санитарных) устанавливаются кондиционеры.
Прошедшие модернизацию машины окрашивали в песчаный цвет.

## Варианты и модификации
- БТР-80УП - линейный бронетранспортёр[7]
- БТР-80УП-КР — КП командира роты[7]
- БТР-80УП-КБ — КП командира батальона[7]
- БТР-80УП-С — командно-штабная машина[7]
- БТР-80УП-М — бронированная медицинская машина[7]
- БТР-80УП-Р — боевая разведывательная машина[7]
- БТР-80УП-БРЕМ — бронированная ремонтно-эвакуационная машина[7]
- БТР-80УП-Т — транспортная машина[7]

## Страны-эксплуатанты
- Ирак - в сентябре 2006 года вооружённые силы Ирака получили три первых БТР-80УП-Р[2][7] для проведения испытаний в полевых условиях, в дальнейшем поставки были продолжены. В 2012 году в Ирак были поставлены ещё девять БТР-80УП-КР и два БТР-80УП-Р[3][4]